# WWE Hall of Fame
WWE Hall of Fame là chương trình dành cho các cựu đô vật nổi tiếng. Đó là nơi trao danh hiệu cựu đô vật cho các nhà đô vật đã nghỉ hưu. Vào năm 2005 buổi lễ được cử hành, và đó là ngày đầu tiên có một đô vật chỉ mới 38 tuổi, đó là Eddie Guerrero. Tất cả mọi khán giả đều vui mừng khi gặp lại những gương mặt nổi tiếng thì lại có những giọt nước mắt của các đô vật khác dự hội như Batista, Triple H, Rey Mysterio... Khi nghe Vickie Guerrero nói về người anh đã mất của mình. Nhưng rồi sự buồn bã cũng đã qua đi khi cô kêu lên rằng: "Tôi tin rằng anh tôi lúc nào cũng sẽ nằm trong lòng tôi, các đồng nghiệp của anh ấy, và tất cả các khán giả hâm mộ WWE, đúng không ạ?" Một tràng pháo tay ngân dài vừa để tung hô câu nói của Vickie và cũng để tưởng nhớ đến nhà đô vật nổi tiếng đã ra đi. Người được khán giả ái mộ nhất trong buổi lễ ấy là cựu đô vật 72 tuổi Hulk Hogan và gương mặt mà khán giả đã 15 năm không gặp mặt và hầu như đã bị quên lãng đã trở về với khán giả, đó là Bret Hart.
Được biết đến với tên ban đầu của nó "WWE Hall of Fame", nó được tạo ra vào năm 1993, khi André the Giant được truy tặng với một video tưởng nhớ.

## Các lớp

### Lớp 1993
WWE Hall of Fame (1993) là lớp đầu khai mạc của WWE Hall of Fame. Trong suốt ngày 22 tháng 3 năm 1993, tại tập phim Monday Night Raw phát một video công bố lời mở đầu tới André the Giant của buổi diễn. Không một buổi lễ kỉ niệm được tổ chức chính thức, và André được công nhận truy tặng. Vào tháng 3 năm 2015 một phiên bản cô đọng của buổi lễ kỷ niệm 1994 được thêm vào WWE Network. Do không có lễ gốc, buổi giới thiệu André 1993 được thảo luận bởi Gene Okerlund và Renee Young là một phần của buổi lễ kỷ niệm 1994.
| Hình | Tên võ đài Tên khai sinh         | Giới thiệu bởi | Giải thưởng WWE được công nhận                                            |
| ---- | -------------------------------- | -------------- | ------------------------------------------------------------------------- |
|      | André the Giant André Roussimoff | Không          | Một lần WWE World Heavyweight Champion, 1 lần WWE World Tag Team Champion |

### Lớp 1994
WWF Hall of Fame (1994) là một sự kiện giới thiệu lớp thứ hai vào WWE Hall of Fame. Sự kiện được tổ chức bởi WWF vào ngày 9 tháng 6 năm 1994 từ Omni Inner Harbor International Hotel tại Baltimore, Maryland. Sự kiện cũng được tổ chức cùng tuần cùng King of the Ring.
Vào tháng 3 năm 2015, một phiên bản cô đọng được thêm vào bởi WWE Network. Do không có buổi lễ gốc, buổi giới thiệu André 1993 được thảo luận bởi Gene Okerlund và Renee Young là một phần của buổi lễ kỷ niệm 1994.
| Hình | Tên võ đài tên khai sinh        | Giới thiệu bởi | WWE công nhân giải thưởng                                                                                     |
| ---- | ------------------------------- | -------------- | --- |
| N/A  | Arnold Skaaland                 | Bob Backlund   | Một lần WWWE United States Tag Team Championship, quản lý lâu năm của Bruno Sammartino và Bob Backlund        |
|      | Bobo Brazil Houston Harris      | Ernie Ladd     | Bảy lần WWWE United States Heavyweight Champion, một lần NWA United States Heavyweight Champion               |
|      | Buddy Rogers Herman Rhode Jr.   | Bret Hart      | Công nhận sau khi qua đời: Một lần NWA World Heavyweight Champion và WWWE World Heavyweight Champion đầu tiên |
|      | Chief Jay Strongbow Luke Scarpa | Tatanka        | Bốn lần WWWE/WWE World Tag Team Champion                                                                      |
|      | "Classy" Freddie Blassie        | Regis Philbin  | Từng giữ 30 giải khu vực NWA, Quản lí lâu năm của WWE                                                         |
|      | Gorilla Monsoon Robert Marella  | Jim Ross       | Hai lần WWWE United States Heavyweight Champion, cựu thông báo viên và chủ tịch trên truyền hình WWE          |
| N/A  | James Dudley                    | Vince McMahon  | Người Mỹ gốc Phi đầu tiên để điều hành một đấu trường lớn ở Hoa Kỳ                                            |

### Lớp 1995
WWF Hall of Fame (1995) là một sự kiện giới thiệu lớp thứ ba vào WWE Hall of Fame. Sự kiện được tổ chức bởi WWF vào ngày 24 tháng 6 năm 1995 từ Marriott Hotel ở Philadelphia, Pennsylvania. Sự kiện được tổ chức cùng tuần với King of the Ring.
Vào tháng 3 năm 2015, một phiên bản cô đọng được thêm bởi WWE Network. Do buổi lễ ban đầu chỉ được ghi lại một phần và không có kế hoạch hay dự định ban đầu, Gene Okerlund và Renee Young tổ chức chương trình và bình luận thêm.
Lớp được giới thiệu 1995 có hai người được công nhận sau khi qua đời. Antonino Rocca được trình bày bởi vợ của ông, và The Grand Wizard được đại diện bởi Bobby Harmon.